# Leben mit Pop – eine Demonstration für den kapitalistischen Realismus
Leben mit Pop – Eine Demonstration für den kapitalistischen Realismus

Konrad Lueg, Gerhard Richter, 1963

Fotografie von Reiner Ruthenbeck

Das Wohnzimmer

Link zum Bild

(Bitte Urheberrechte beachten)
Leben mit Pop – Eine Demonstration für den kapitalistischen Realismus war eine am 11. Oktober 1963 von Konrad Lueg und Gerhard Richter im Düsseldorfer Möbelhaus Berges, Flinger Straße 11, organisierte Ausstellung mit gleichzeitiger Demonstration. Die Ausstellung begründete den Begriff Kapitalistischer Realismus.

## Ausstellung
Im Vorfeld der Ausstellung setzte der Besitzer des Möbelhauses Berges, in der Hoffnung, Werbung für die eigene Firma zu machen, zwei Anzeigen in die Zeitung, die auf das kommende Ereignis hinwiesen. Zuvor hatten die beiden Maler Lueg und Richter zur besseren Anschaulichkeit ihres Vorhabens dem Besitzer eine Fotografie der Ausstellung „New Realists“ in der New Yorker Galerie Sidney Janis, abgedruckt in der Schweizer Kunstzeitschrift Art International, gezeigt. Am 5. Oktober 1963 illustrierte nun eine Fotografie eine Anzeige des Möbelhauses in der Düsseldorfer Lokalzeitung Der Mittag und dem Zusatz „So ungefähr wird die Ausstellung ‚Leben mit Pop‘ bei Berges sein.“ Das Geschäftshaus bei Berges war ein wesentlicher Bestandteil der „Demonstration“ von Konrad Lueg und Gerhard Richter und nicht der Grund, warum sie unter Möbeln ausstellten, wie es heute viele künstlerisch Berufene immer wieder verüben. Lueg und Richter hatten je vier ihrer Bilder ausgestellt: von Lueg Vier Finger, Betende Hände, Bockwürste auf Pappteller und Bügel; von Richter Mund, Papst, Hirsch und Schloß Neu-Schwanstein.

### Einladungskarte
Auf der gelben Einladungskarte stand in großer roter Schrift „Leben mit Pop“ und darunter, etwas kleiner, „eine Demonstration für den kapitalistischen Realismus“. Durch das ausgestanzte „o“ des Wortes „Pop“ hatten Richter und Lueg einen grünen Luftballon durchgezogen, und auf der Rückseite der Karte war folgende Anweisung zu lesen: „Gebrauchsanweisung: 1. Aufblasen! Aufschrift beachten! 2. Platzen lassen! Geräusch beachten! Pop!“

### Wartezimmer und Wohnzimmer
Die Besucher mussten zunächst mit dem Aufzug in die dritte Etage des Möbelhauses fahren, bevor sie sich in einem „Wartezimmer“, einem großen Treppenhausflur, versammelten. Dieser war an den Wänden mit 14 Rehbockgeweihen, „geschossen 1938 bis 1942 in Pommern“, dekoriert worden. Neben dem Aufzug standen zwei lebensgroße bemalte Skulpturen aus Pappmaché, die den Präsidenten John F. Kennedy und den Düsseldorfer Galeristen Alfred Schmela darstellten. Auf jedem der 39 aufgestellten Stühle lag eine Frankfurter Allgemeine vom 11. Oktober 1963. Dann wurden die Gäste in ein „durchschnittliches Wohnzimmer“ gebeten, wo neben der Tür an der Wand ein Hut, ein gelbes Hemd, eine blaue Hose, Socken und ein Paar Schuhe hingen. Auf dieser Garderobe waren neun Zettel mit braunen Kreuzen angebracht und darunter stand ein Karton mit Palmin und Margarine mit der Aufschrift „Joseph Beuys is here!“. Gerhard Richter saß auf einer Couch und Konrad Lueg auf einem Sessel, beide jeweils erhöht auf Podesten und in Anzug und Krawatte gekleidet. Gleichfalls auf einem Podest stand ein Tisch mit Kaffee und Kuchen, sowie Bier und Korn, außerdem angeschnittener Marmor- und Napfkuchen sowie eingeschenkter Kaffee. Auf einem Teewagen war eine Vase mit Blumen aufgestellt, im Zwischenfach lagen Winston Churchills Memoiren und ein Exemplar der Zeitschrift Schöner wohnen. Der angeschaltete Fernseher übertrug nach der Tagesschau einen Bericht über die „Ära Adenauer“, weil Adenauer an diesem Tag dem Bundespräsidenten Lübke sein Rücktrittsgesuch überreicht hatte.

### Demonstration
Vor dem Eingang auf der Flingerstraße verteilten ab 20 Uhr zwei Angestellte des Möbelhauses Programme, die mit einer laufenden Nummer versehen waren. Im ganzen Haus ertönte über Lautsprecher Tanzmusik. Im „Wartezimmer“ angekommen, wurden die 122 gezählten Besucher von einem Sprecher begrüßt und in Abständen von drei bis fünf Minuten und in Gruppen von sechs bis zehn Personen gebeten, das „Wohnzimmer“ zu besichtigen. Nach einer halben Stunde verließen die Künstler Konrad Lueg und Gerhard Richter ihren Sockel und führten die Gäste durch die einzelnen Möbelabteilungen des Hauses, während, gepaart mit Texten aus Möbelkatalogen, weiter Tanzmusik aus den Lautsprechern ertönte. Der Rundgang verlief über die Schlafzimmerabteilung im zweiten Stock und hinab in den ersten Stock, wo sich die Wohnzimmerabteilung befand. Dann ging es weiter hinab in den Keller zur Küchenabteilung, und die Besucher nahmen in den 41 Kücheneinrichtungen Platz, um das bereitgestellte Bier zu trinken.

## Sozialistischer und kapitalistischer Realismus
Gerhard Richter, der den Begriff des „Kapitalistischen Realismus“ prägte, war, bevor er 1961 in die Bundesrepublik flüchtete, ein vielversprechender Maler des „Sozialistischen Realismus“ gewesen. Richter sprach bereits in einem Brief vom 29. April 1963 an die Neue Deutsche Wochenschau nicht nur von einem imperialistischen, sondern auch von einem kapitalistischen Realismus – der der anglo-amerikanischen Auffassung von Pop Art folgend, die modernen Massenmedien als echte Kulturerscheinung anerkennt und verarbeitet – und dass er eine „Demonstrative Ausstellung“ in der Kaiserstraße in Düsseldorf plane, gemeinsam mit Konrad Lueg, Sigmar Polke und Manfred Kuttner. Er erkannte dies weniger als Anlehnung denn als Analogie, die sich aus bestimmten „Voraussetzungen psychologischer, kultureller und ökonomischer Art, die hier wie in Amerika die gleichen sind.“